# Citroën TUB
Citroën TUB (Traction Utilitaire de type B) — предвоенный автофургон, выпускавшийся серийно французской компанией Citroën в 1939—1941 годах. Первый в мире коммерческий переднеприводной автомобиль с боковыми раздвижными дверьми. Всего было произведено 1748 машин. Ходовая часть и мотор автомобилю достались от легковой модели Citroën Traction Avant. В послевоенный период его преемником стал фургон модели Citroën Type H.

## Конструкция
По результатам маркетинговых исследований новый управляющий компанией Citroën Пьер-Жюль Буланже летом 1936 года увидел необходимость в создании нового типа машин средней грузоподъёмности, которые можно было бы загружать и разгружать в труднодоступных местах для замены грузовых версий модели Rosalie Фургон должен был располагать достаточно большим грузовым отделением в задней части кузова с большими дверями сзади и сбоку (шириной 70 см и высотой 151 см), которые бы легко открывались и закрывались в ограниченном пространстве. Для облегчения погрузки-разгрузки также следовало иметь низкий пол, что как раз было достаточно просто сделать при переднеприводной компоновке и одновременно позволяло увеличить внутреннюю высоту грузового отсека до 175 см. Относительно короткая колёсная база позволяла разворачиваться в ограниченном пространстве.

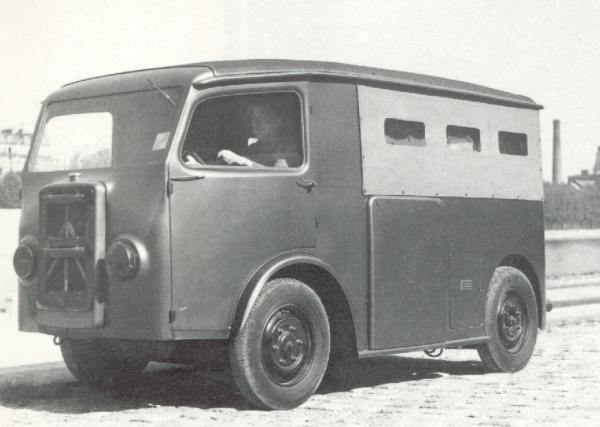
Citroën TUB

Для увеличения размеров грузового отсека кабину с сидениями водителя и пассажира сместили вперёд, разместив над передней осью. Это позволило получить вполне приличный (даже для современных LCV) грузовой отсек объёмом 7 м³ при грузоподъёмности 1020 кг. Однако из-за получившейся неважной развесовки по осям с незагруженной задней частью фургон был трудноуправляемым. При этом гидравлические тормоза были предусмотрены на всех четырёх колёсах, что было достаточно прогрессивным по тем временам.
Продажи фургона Citroën TUB начались 5 июня 1939 по цене 36 000 франков, при том, что цена базовой легковой модели Traction Avant, на базе которой его разработали, составляла только 26 000 франков. Для его привода был использован хорошо освоенный в производстве 4-цилиндровый мотор от модели Traction Avant 7CV объёмом 1628 см³ и мощностью 36 л.с.

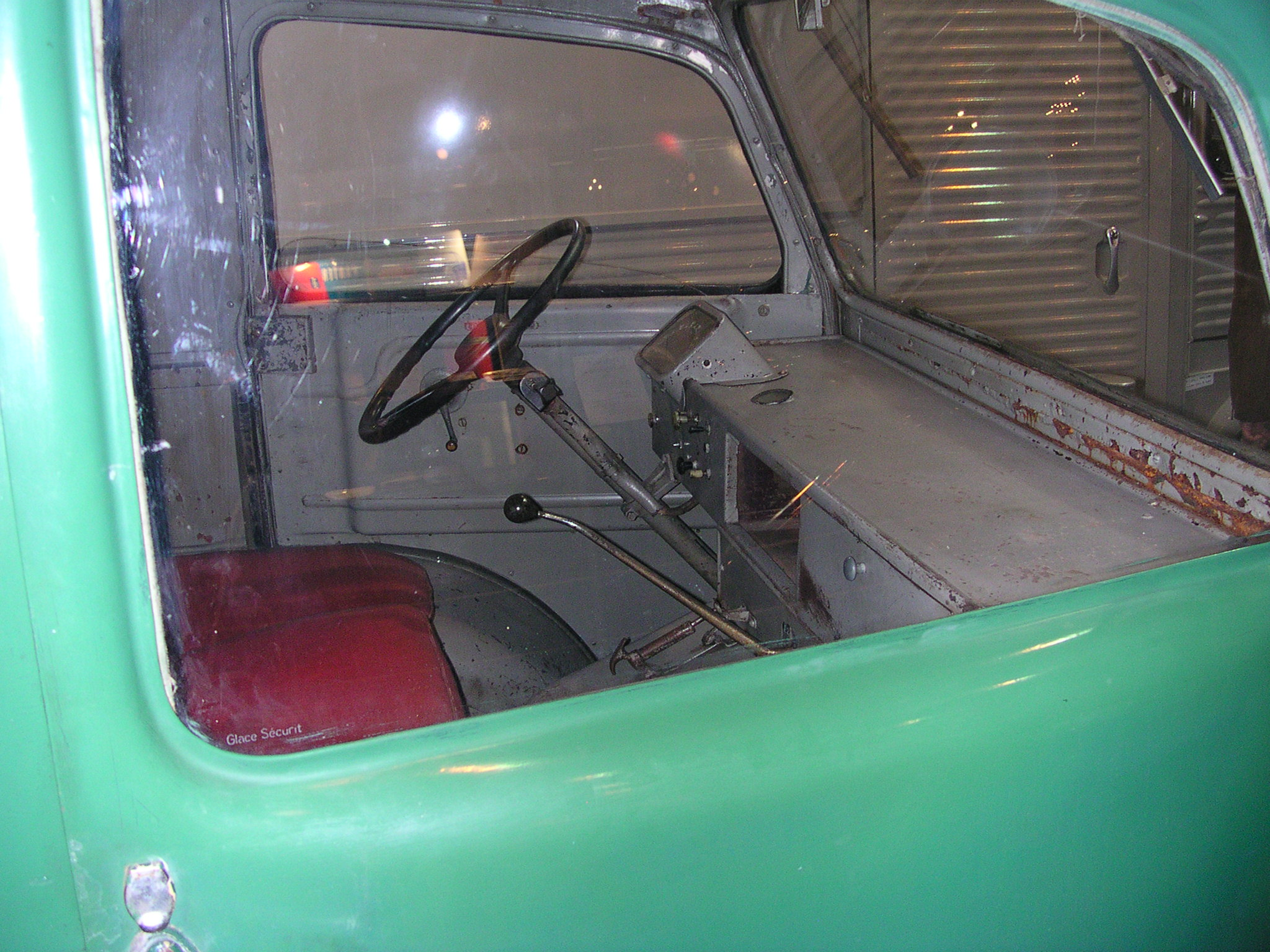
Вид на место водителя Citroën TUB

В феврале 1940 года был начат мелкосерийный выпуск новой модификации 11-T серии U, относившейся к классу налогообложения 11CV и получившей наименование Citroën TUC (Traction Utilitaire de Typ C) с более мощным мотором объёмом 1911 см³ мощностью 46 л.с. от модели Traction Avant 11B. Она также получила второй стеклоочиститель и систему подогрева. Этот же автомобиль существовал и как «скорая помощь» под индексом TAMH. В мае 1941 модель запустили в серийное производства, но из-за дефицита горючего спрос был невелик и в декабре того же 1941 её выпуск был прекращён. Около 100 фургонов TUC были в 1941–1942 гг. переделаны фирмой Fenwick под электропривод. В 1946 году на первом послевоенном Парижском автосалоне Citroën TUB в последний раз демонстрировали вместе с преемником Citroën Type H.